# Challenge (canal de televisão)
Challenge é um canal de televisão aberto britânico de propriedade da Sky Group, uma divisão da Comcast. O canal transmite principalmente game shows do Reino Unido e de todo o mundo, com algumas produções originais

## História

### The Family Channel
O canal foi originalmente lançado em 1º de setembro de 1993 como The Family Channel, uma versão britânica da rede a cabo americana de mesmo nome, de propriedade da empresa americana International Family Entertainment, um spin-off da rede a cabo da Christian Broadcasting Network, The Family Channel. No início do ano, a IFE havia adquirido os ativos da extinta franquia TVS por US$68.5 milhões (que incluía a biblioteca da MTM Enterprises e The Maidstone Studios). Em junho de 1993, antes de seu lançamento, a IFE vendeu uma participação de 39% no canal para a Flextech. O Family Channel produziu alguns programas originais no Reino Unido, mas se baseou fortemente no conteúdo dos arquivos da MTM e da TVS, e outras importações dos Estados Unidos.
Em abril de 1996, a IFE vendeu sua participação de 61% para a Flextech, dando-lhes a propriedade total do empreendimento e do estúdio de produção em Maidstone. O acordo não incluía muitos jogos da TVS, como Catchphrase e All Clued Up, mas o canal os transmitiu continuamente até 2000.

### Challenge
A Flextech planejou relançar o canal como The Challenge Channel durante o outono de 1996, com a programação diurna voltada para donas de casa e a programação noturna e de fim de semana focada em game shows. No entanto, a Flextech decidiu adiar o relançamento completo do Family Channel para que não pudesse competir com o lançamento em outubro de 1996 do conjunto de canais da Granada Sky Broadcasting - que incluía o concorrente potencial Granada Good Life. Em vez disso, o Family Channel começou a fazer a transição para a nova marca introduzindo um game show de fim de semana conhecido como Family Challenge Weekend.
Em 3 de fevereiro de 1997, o Family Channel foi rebatizado como Challenge TV, dedicando a maior parte de sua programação a game shows. O canal funcionou em horário nobre das 17h00 às 00h30, com o horário noturno - das 00h30 às 06h00 - marcado como "Family Late", que continuou a transmitir sua programação de entretenimento anterior.
Challenge e Family Late dividiram seu espaço com o The Children's Channel (que fechou em 3 de abril de 1998) e posteriormente com a TV Travel Shop.
No final de 1998, o Family Late finalizou suas transmissões e em 1999 a TV Travel Shop mudou para um transponder diferente. Consequentemente, o Challenge passou a transmitir 24 horas por dia.

### Aquisição pela Sky
Em 7 de abril de 2009, a Virgin Media, a então atual proprietária, iniciou formalmente a venda de sua operação de conteúdo. Em 13 de julho de 2010, a Sky e a Virgin Media anunciaram que a Sky havia concluído a aquisição da Virgin Media Television (VMtv) após a aprovação regulatória na República da Irlanda.
Em 15 de setembro de 2010, a Sky anunciou que vários de seus canais Bravo, Bravo 2 e Channel One foram fechados, o que resultou na transferência de um pequeno número de programas. Em 25 de janeiro de 2011, foi confirmado que a programação da Total Nonstop Action Wrestling iria começar a ser transmitida no Challenge a partir de 3 de fevereiro de 2011.
Em 1º de fevereiro de 2011, o Challenge substituiu o Channel One no multiplex Freeview.
Em 3 de dezembro de 2012 o canal foi disponibilizado em sinal aberto.
No dia 7 de outubro de 2013, o canal passou por uma reformulação, que incluiu uma nova logomarca, e um conjunto de personagens animados, denominados “Challengers”, como identificadores para representar cada tipo de programa; como Les Play para clássicos, Ellie para shows físicos mais leves ou Cecil the Geek para shows de ciência.
No dia 23 de junho de 2016, o canal passou por outra reformulação, descartando os "Challengers" e introduzindo um novo logotipo que apresenta um "C" segmentado. Os novos identificadores para o canal funcionam em elementos de game shows que são veiculados pelo canal incluindo Deal or No Deal e Pointless, e incluem anúncios publicitários que apresentam frases de game show famosos.

### Challenge +1
Em 2004, uma transmissão simultânea de tempo de uma hora do Challenger foi lançada no canal 122 da Sky, eventualmente sendo lançada na NTL entre 2004 e 2006 e na Freesat em 11 de março de 2015. No entanto, em 1 de junho de 2020, o Challenge +1 fechou permanentemente em todas as plataformas.

## Programação

### Blocos de programação
O Challenge teve vários blocos de programação, como Fully Loaded!, um antigo bloco de programação matinal de 2007 que consistia em Win, Lose or Draw, Wheel of Fortune, Catchphrase, Bullseye e Family Fortunes.

### Outra programação
Embora a maior parte da programação do Challenge consista em game shows, o canal também transmitiu alguns outros programas de entretenimento, incluindo o programa da BBC Auntie's Bloomers de 2009 a 2011. O canal era o detentor dos direitos no Reino Unido para a TNA Wrestling, transmitindo Impact Wrestling, TNA Xplosion e cobertura atrasada de eventos pay-per-view, juntamente com a produção original do canal, incluindo BWC: British Wrestling Round-Up, Wrestle Talk TV e o reality show TNA British Boot Camp. A partir de janeiro de 2017, o canal não exibe mais nenhuma programação de luta livre.
Um programa de análise de jogos, Videogame Nation, também foi ao ar nas manhãs de sábado. Em agosto de 2014, o Challenge exibiu sua primeira cobertura do campeonato de dardos, PDC Sydney Masters.
Em 2005, transmitiu o drama da CBS, Dr. Vegas, junto com os filmes Casino e Rounders.
Em 12 de novembro de 2020, transmitiu futebol pela primeira vez quando exibiu o jogo Irlanda do Norte x Eslováquia na UEFA Euro 2020.